# Fargo (Oklahoma)
Fargo è un comune degli Stati Uniti d'America, situato nello Stato dell'Oklahoma, nella contea di Ellis.